# Óceánjáró

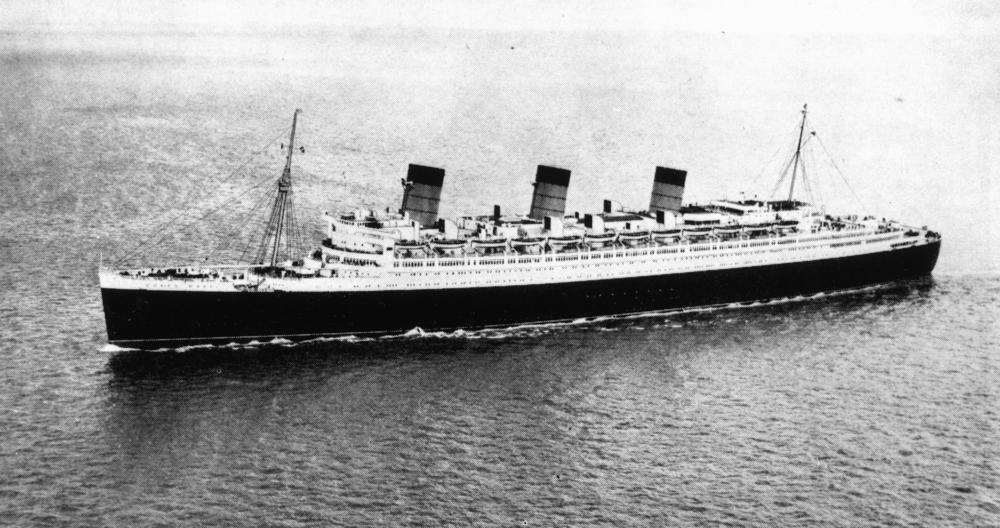
Az RMS Queen Mary, az egyik leghíresebb óceánjáró, és a kevés fennmaradt óceánjáró hajók egyike

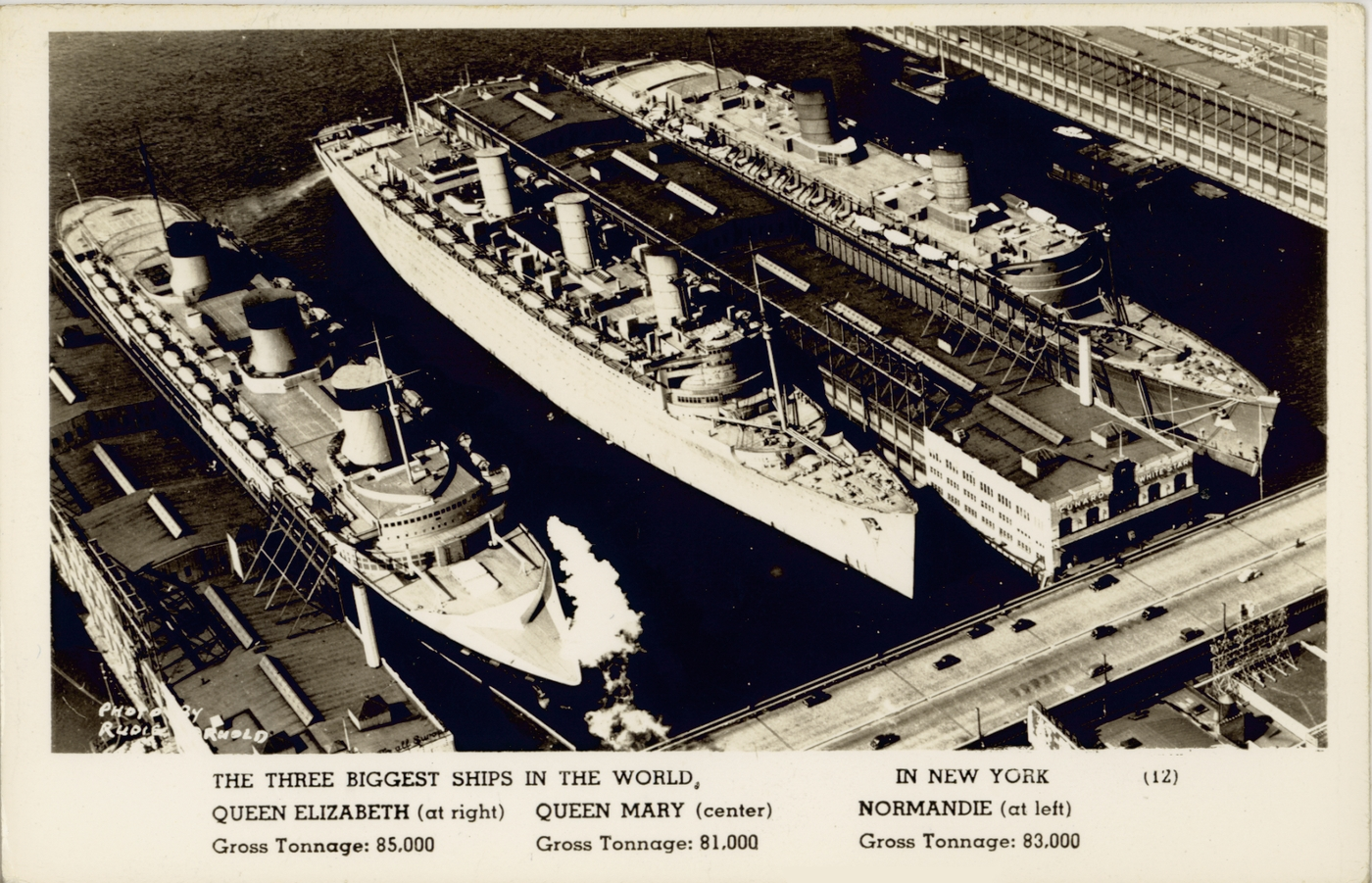
Az akkori világ három legnagyobb hajója a New York-i kikötőben, 1940-ben. Jobbra a 85 000 tonna vízkiszorítású brit Queen Elizabeth, középen a 81 000 tonnás brit Queen Mary, végül balra a 83 000 tonna vízkiszorítású francia Normandie látható.

Az óceánjáró (angolul: ocean liner) olyan hajótípus, melyet utasszállításra használnak kontinensek között. Ezek a hajók az utasok mellett gyakran postát, autókat és kevés rakományt is szállítottak, illetve háború idején gyakran csapatszállító hajóvá (pl.: RMS Olympic), illetve kórházhajóvá (pl.: RMS Aquitania) alakították át őket. Az üdülőhajótól (cruise ship) annyiban különbözik, hogy az üdülőhajó elsősorban az utazás élményét és a szórakoztatást helyezi előtérbe, az óceánjáró célja viszont az, hogy az utast egyik helyről a másikra szállítsa.
Az első, Európa és az Amerikai Egyesült Államok között menetrend szerint közlekedő óceánjárója a Cunard Line hajózási társaság RMS Britannia nevű hajója volt, amit 1840-ben építettek. A leghíresebb óceánjáró minden bizonnyal a Titanic volt.
A légi utasszállítás gyors elterjedése után már nem volt szükség az "úszó óriásokra", és azokat lassan felváltották az üdülőhajók. Az RMS Queen Elizabeth 2 2008-as eladása óta az RMS Queen Mary 2 a világ egyetlen működő óceánjárója.
A híres óceánjárók többsége brit, kisebb része amerikai, francia, vagy német tulajdonban volt.

## Híres óceánjáró hajók
- MS Batory
- MS Piłsudski
- RMS Britannia
- RMS Olympic
- RMS Titanic
- HMHS Britannic
- RMS Mauretania
- RMS Lusitania
- RMS Aquitania
- RMS Oceanic
- RMS Atlantic
- RMS Baltic
- RMS Cedric
- RMS Celtic
- RMS Adriatic
- RMS Queen Mary
- RMS Queen Elizabeth
- RMS Queen Elizabeth 2
- RMS Queen Mary 2
- RMS Empress of Ireland
- SS France
- SS Statendam
- SS Cap Arcona
- SS Bremen
- SS Athenia
- SS Normandie
- SS Great Eastern
- SS Great Britain
- SS Great Western
- SS America
- SS United States
- SS Andrea Doria
- MV Britannic
- MV Georgic

## Fordítás
- Ez a szócikk részben vagy egészben  az   Ocean liner című angol Wikipédia-szócikk ezen változatának fordításán alapul.  Az eredeti cikk szerkesztőit annak laptörténete sorolja fel. Ez a jelzés csupán a megfogalmazás eredetét és a szerzői jogokat jelzi, nem szolgál a cikkben szereplő információk forrásmegjelöléseként.

## Címsor szövege

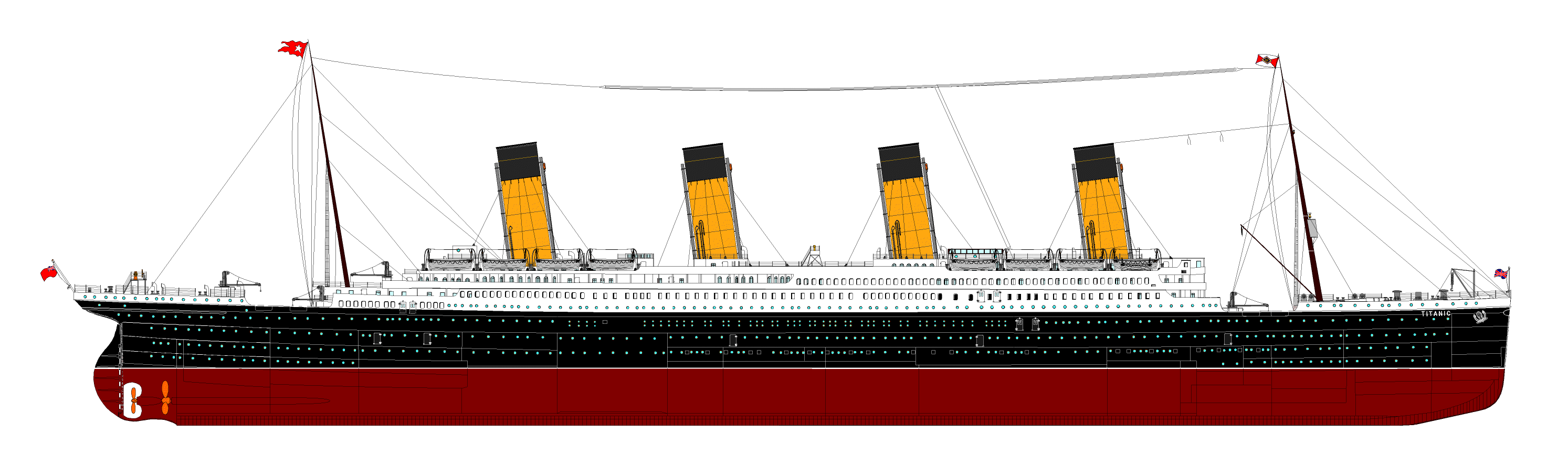
Az 1912-ben szolgálatba állt brit RMS Titanic óceánjáró rajza.
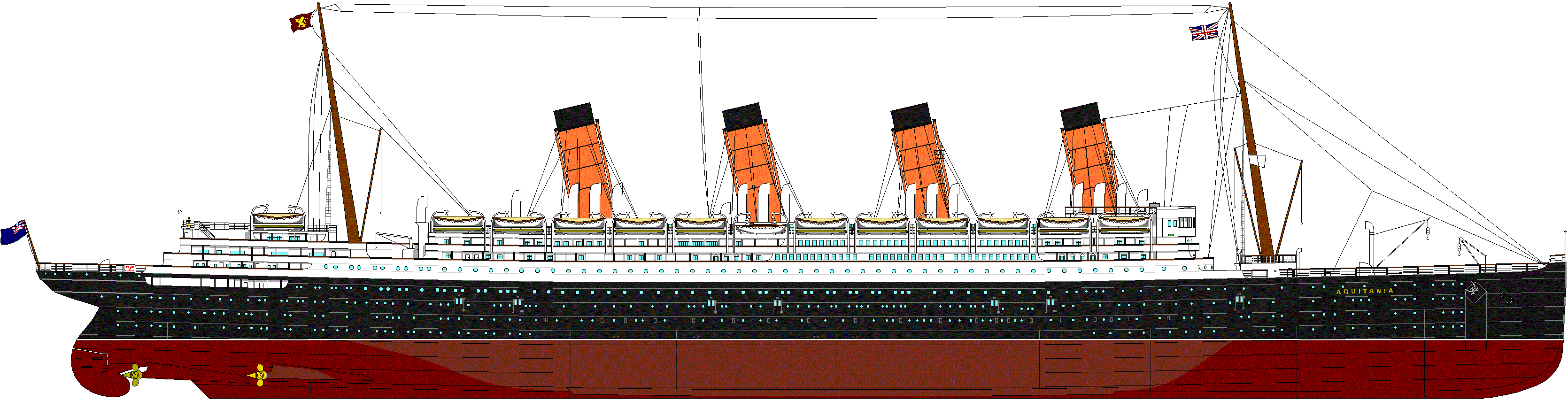
Az 1914-ben szolgálatba állt brit RMS Aquitania óceánjáró rajza.
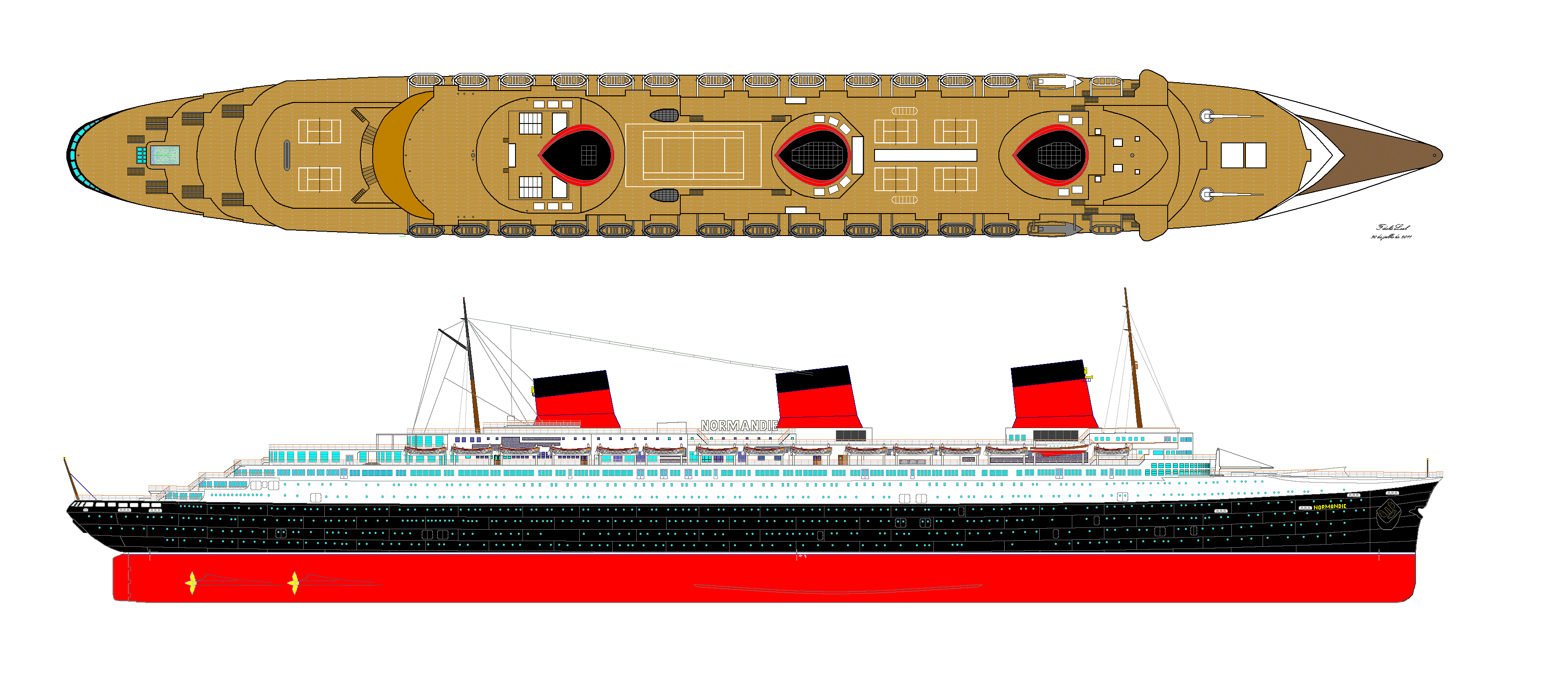
Az 1935-ben elkészült francia Normandie óceánjáró rajza.